# Ricardo Franco Sierra
Ricardo Franco Sierra (Cidade do México, 4 de setembro de 1980) é um ator mexicano.

## Carreira
Viveu aos 16 anos em Aguascalientes. Graduou no Centro de Educação Artistica (CEA), e começou na TV em 2008 na novela Querida enemiga produção de Lucero Suárez, interpretando Fernando, ao lado de Ana Layevska, Gabriel Soto e Jorge Aravena. No mesmo ano, ele fez vários capítulos da série mexicana La Rosa de Guadalupe criado por Carlos Mercado Orduña e produzido por Miguel Angel Herros. No ano de 2009, Ricardo reúne com o produtor Juan Osorio na novela Meu Pecado, estrelado por Eugenio Siller e Maite Perroni, ele interpreta o personagem Miguel Molina. Em 2010, atua na produção de Angelli Nesma Medina na novela Llena de amor, atuando ao lado de Ariadne Díaz e Valentino Lanus. Em 2011, o produtor Mapat oferece uma oportunidade para Ricardo de antagonizar sua nova produção Ni contigo ni sin ti intepretando José Carlos Rivas Olmedo, mostrando seu talento e glamour. Em 2012, Ricardo interpreta Rodolfo na novela Amor bravío. Em 2013, Ricardo volta a Tv, na produção de Nathalie Lartilleux na novela Corazón indomable interpretando Eduardo, amigo de Otávio Narvaez, interpretado por Daniel Arenas. Ricardo não só atua em séries e telenovelas, também já fez nove peças, incluindo "Las Heridas Del Viento" (em 2010) estrelando o personagem Otto Sirgo.

## Filmografia

### Telenovelas
- Amor dividido (2022) - Ramiro Salcedo
- Mi fortuna es amarte (2021-2022) - Félix Núñez
- Esta historia me suena (2020) - Daniel
- Sin miedo a la verdad (2019-2020) - Teniente Nicolás "Nico"
- Silvia Pinal, frente a ti (2019) - Jorge Nagrete
- Hijas de la luna (2018) ... Genaro Roldán
- Mi adorable maldición (2017) ... Dr. Marco Lascuráin
- Mujeres de negro (2016) ... Rico
- Simplemente María (2015-2016) ... Laureano Calleja
- Lo imperdonable (2015) .... Júlio
- Que te perdone Dios (2015) ... Gerardo
- La gata (2014) .... Edgar
- Quiero amarte (2014) ....Salvador
- Corazón indomable (2013) .... Eduardo Quiroga
- Amor bravío (2012).... Rodolfo
- Ni contigo ni sin ti (2011).... José Carlos Rivas Olmedo
- Llena de amor (2010).... Alfredo
- Mi Pecado (2009).... Miguel Molina
- Querida Enimiga (2008)

### Séries
- Silvia, frente a ti (2019) - Jorge Negrete
- Mujeres Asesinas (2010) - Tenente Moran
- La Rosa de Guadalupe (2008) .... Vários Episódios

## Prêmios e indicações

### Prêmios TVyNovelas
| Ano  | Categoria           | Telenovela        | Resultado |
| ---- | ------------------- | ----------------- | --------- |
| 2014 | Melhor ator juvenil | Corazón indomable | Indicado  |